# Vanke Rays
Le Vanke Rays (chinois traditionnel : 深圳万科阳光 ; chinois simplifié : 深圳万科陽光) est une équipe féminine professionnelle de hockey sur glace siégeant à Shenzhen, Guangdong, Chine. Elle évolue dans la Ligue canadienne de hockey féminin lors de la saison 2017-2018, dans le but d'entraîner des joueuses pour enrichir l'équipe nationale de Chine et populariser le hockey sur glace en Chine. Elle joue ses matchs à domicile au Centre de l'Universiade de Shenzhen comme le Red Star Kunlun.

## Histoire
L'équipe est créée en 2017 à la suite de l'expansion de la LCHF, en même temps que les Red Star Kunlun avec qui elle mutualise un certain nombre de moyens (patinoire, etc.).
Lors du premier repêchage de l'équipe, les Rays choisissent sur les premiers tours trois canadiennes : Cayley Mercer au premier tour, finaliste du trophée Patty Kazmaier, Elaine Chuli au second tour et Brooke Webster au troisième tour. Au total, le premier effectif de l'histoire des Vanke Rays est composé de 9 joueuses d'Amérique du Nord et 11 joueuses chinoises, dans un but de pouvoir mélanger les différentes expériences et faire monter en puissance le hockey chinois, notamment en vue des Jeux olympiques de Pékin en 2022.
Les Rays jouent leur premier match de leur histoire en LCHF contre les Furies de Toronto et l'emporte 3-0,. Le premier but de l'histoire de la franchise est marquée par Hanna Bunton et la gardienne Elaine Chuli remporte le premier blanchissage. Malgré un bon début, l'équipe effectue une saison en dents de scie et n'arrive pas à se qualifier pour les séries éliminatoires, terminant aux portes de la sélection avec une cinquième place en saison régulière.
Le 16 juillet 2018, il est annoncé que la LCHF repasse à six équipes pour la saison 2018-2019, en regroupant les deux équipes chinoises basées toutes deux à Shenzhen. L'équipe restante est le Red Star Kunlun, qui absorbe les Vanke Rays. La transition vers un modèle à six équipes a pour but de mieux gérer les coûts de déplacement et le repos des joueuses, en condensant moins de matchs lors des séjours en Chine et facilitant la coordination pour les Red Star. Les Vanke Rays ont ainsi existé une seule saison.

## Bilan par saisons
| Saison    | PJ | V  | VP | D | BP | BC | Pts | Classement                     | Séries éliminatoires |
| --------- | -- | -- | -- | - | -- | -- | --- | ------------------------------ | -------------------- |
| 2017-2018 | 28 | 14 | 13 | 1 | 78 | 97 | 29  | Termine 5e en saison régulière | Non qualifiés        |

## Personnalités

### Joueuses

#### Effectif actuel
| No    | Nom                | Nat. | Position         | Arrivée |
| ----- | ------------------ | ---- | ---------------- | ------- |
| +004, | Emily Janiga       |      | Attaquante       |         |
| +006, | Lauren Kelly       |      | Défenseure       |         |
| +007, | Bowen Jiang        |      | Attaquante       |         |
| +009, | Hanna Bunton       |      | Attaquante       |         |
| +010, | Xin He             |      | Attaquante       |         |
| +013, | Ashleigh Brykaliuk |      | Défenseure       |         |
| +015, | Minghui Kong – C   |      | Attaquante       |         |
| +017, | Yue Lv             |      | Attaquante       |         |
| +018, | Cayley Mercer      |      | Attaquante       |         |
| +019, | Yue Hou            |      | Défenseure       |         |
| +023, | Xin Fang           |      | Attaquante       |         |
| +025, | Rose Alleva        |      | Défenseure       |         |
| +026, | Brook Webster      |      | Attaquante       |         |
| +029, | Elaine Chuli       |      | Gardienne de but |         |
| +039, | Tianyi Zhang       |      | Gardienne de but |         |
| +056, | Naixin Zhou        |      | Défenseure       |         |
| +058, | Jinqiu Xiao        |      | Défenseure       |         |
| +067, | Emma Woods         |      | Attaquante       |         |
| +088, | Qinan Zhao         |      | Défenseure       |         |
| +089, | Han Gao            |      | Attaquante       |         |
| +090, | Jia Chao Xu        |      | Défenseure       |         |

#### Capitaines
- 2017 - 2018 : Minghui Kong[9]

#### Choix de premier tour
Ce tableau permet de présenter le premier choix de l'équipe lors du repêchage d'entrée de la LCHF qui a lieu chaque année depuis 2010.
| Année | Joueuse       | Choix       | Équipe précédente                 |
| ----- | ------------- | ----------- | --------------------------------- |
| 2017  | Cayley Mercer | 7e au total | Golden Knights de Clarkson (NCAA) |

### Dirigeants

#### Entraineurs-chefs
- 2017 - 2018 : Rob Morgan

#### Directeurs généraux
| N° | Nom         | Engagement | Départ | Remarques |
| -- | ----------- | ---------- | ------ | --------- |
| 1  | Shirley Hon | 2017       | 2018   |           |